# Каменев, Роман Михайлович
Роман Михайлович Каменев (19 июля 1974, Курск — 6 августа 2016, Армянск) — подполковник ФСБ, погибший во время инцидента в Армянске 2016 года. Кавалер ордена Мужества (посмертно).

## Биография
Роман Михайлович Каменев родился 19 июля 1974 года в городе Курске в семье рабочих. Окончил школу № 48 в 1989 году, со школьных лет занимался спортом. В 1989—1992 годах учился в курском ПТУ № 27, позже окончил КГСХА. Воинскую службу начал в роте почётного караула в Кремле, где был командиром отделения. После демобилизации продолжил карьеру в органах государственной безопасности.
С 1 марта 1995 года Каменев служил на различных должностях в Управлении ФСБ России по Курской области. Начинал службу как помощник коменданта, через год был переведён в отделение спецназа. Был начальником группы сопровождения оперативных мероприятий антитеррористического подразделения. Неоднократно бывал в командировках на Северном Кавказе. Во время службы познакомился с Виктором Палагиным, который в 2011 году перевёл Каменева в Управление ФСБ России в Башкортостане, где тот стал командиром одного из подразделений, боровшихся против исламских террористов. В 2014 году, после аннексии Крыма, Каменев по рекомендации Палагина переехал служить в Крым, став главой отделения сопровождения оперативных мероприятий УФСБ России по Крыму и городу Севастополю.
После одной из командировок Роман женился на девушке по имени Светлана. В браке родилась дочь Валерия. Также у Романа была сестра Светлана.

## События в Армянске
Согласно официальной версии ФСБ, в ночь с 6 на 7 августа 2016 года отдел сопровождения оперативных мероприятий Управления ФСБ по Крыму и Севастополю нёс службу по прикрытию государственной границы. У сотрудников ФСБ была информация о возможности проникновения группы вооружённых лиц с территории Украины, которые намеревались совершить серию террористических актов на стратегических объектах. Отдел сопровождения был разделён на три группы: Каменев командовал группой, находившейся у кладбища на краю посёлка Суворово (городской округ Армянск), второй группой командовал заместитель Каменева, третьей — один из оперативников отдела. Все сотрудники ФСБ были вооружены только автоматами и пистолетами, не используя бронежилетов.
Группа Каменева приняла бой против диверсантов, среди которых, по данным ФСБ, были кадровые сотрудники ГУР МОУ. По свидетельствам сослуживцев, когда Каменев заметил подозрительных людей, он крикнул «Стоять, работает ФСБ!», не будучи уверенным, что перед ним находятся диверсанты, а не сотрудники погранслужбы или полицейские, также патрулировавшие территорию. В ответ на это один из неизвестных лиц открыл огонь из автомата. От полученных ранений Каменев скончался на месте. Из пяти человек, ведших бой против группы Каменева, двое были убиты, трое задержаны. На следующие сутки была обнаружена вторая группа диверсантов, в бою против которой погиб ефрейтор 247-го десантно-штурмового полка Семён Сычёв. Двоих человек, Евгения Панова и Андрея Захтеева, осудили на 8,5 и 6,5 лет тюрьмы соответственно.
Каменев был похоронен на Мемориале памяти павших в годы Великой Отечественной войны в Курске: на похоронах присутствовали многие его сослуживцы.

## Память
- Посмертно подполковник Роман Каменев был награждён орденом Мужества[2]. В то же время газета «КоммерсантЪ» писала, что Каменева могут представить к званию Героя России[4].
- В 2016 году Каменев посмертно был признан «Человеком года» в Курске.
- В соответствии с постановлением Администрации города Курска от 28 февраля 2017 года именем Романа Каменева была названа курская школа № 48[2].
- Имя Каменева носит улица в Курске[3].
- Именем Каменева в Курске назван ежегодный школьный турнир по лазертагу[7].
- Имя Каменева также присвоено ежегодному турниру по стрельбе в Севастополе[8]
- Именем Канева названа улица в городе Армянск.